# Лосбург
Лосбург (нем. Loßburg) — община в Германии, в земле Баден-Вюртемберг. 
Подчиняется административному округу Карлсруэ. Входит в состав района Фройденштадт.  Население составляет 7613 человек (на 31 декабря 2010 года). Занимает площадь 79,26 км².
Коммуна подразделяется на 6 сельских округов.